# Carthamus lanatus
Carthamus lanatus, el azotacristos –entre otros muchos nombres populares–, es una especie de planta herbácea del género Carthamus en la familia Asteraceae.

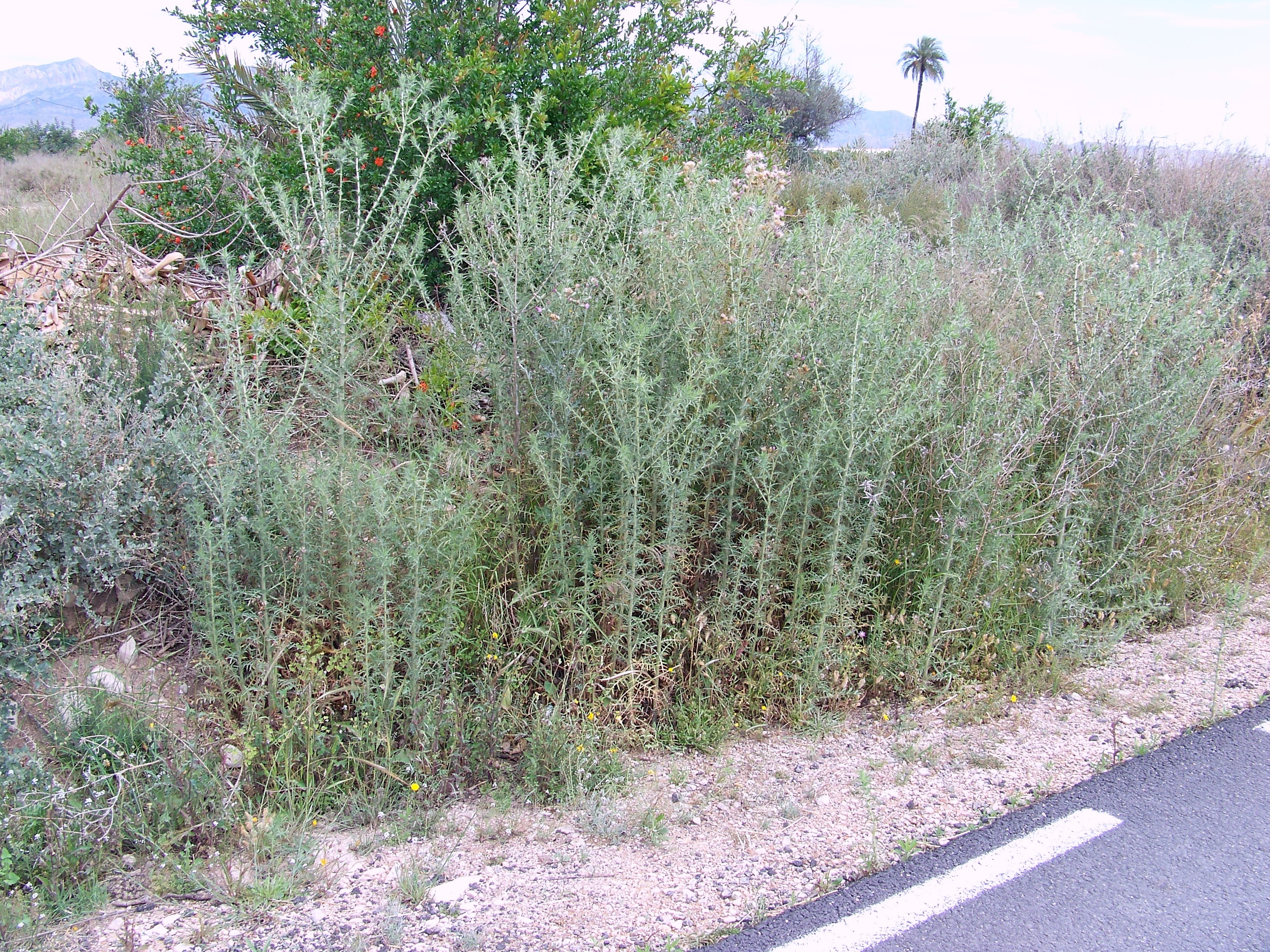
Vista general.

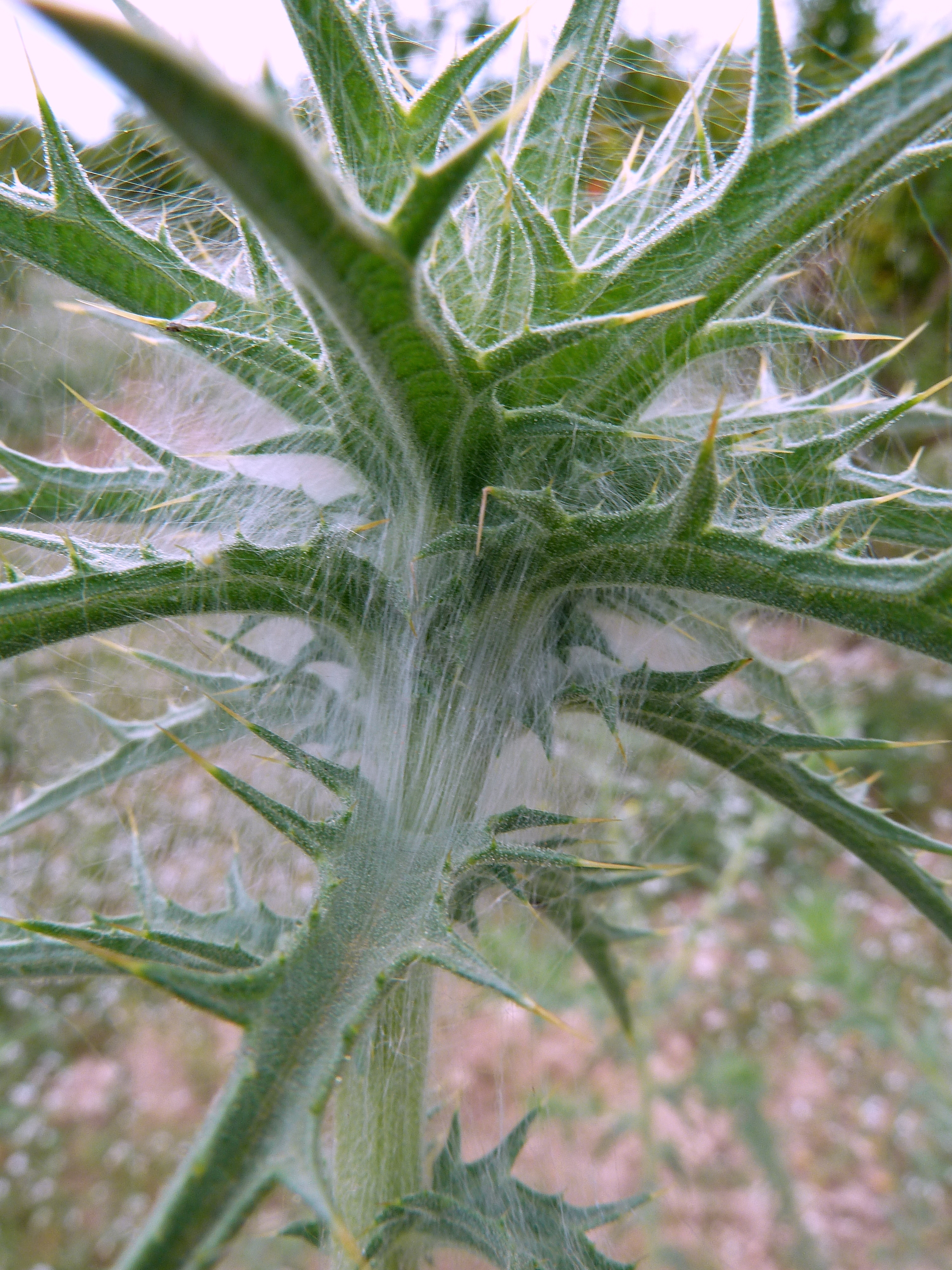
Detalle de la borra lanuda en la preantesis.

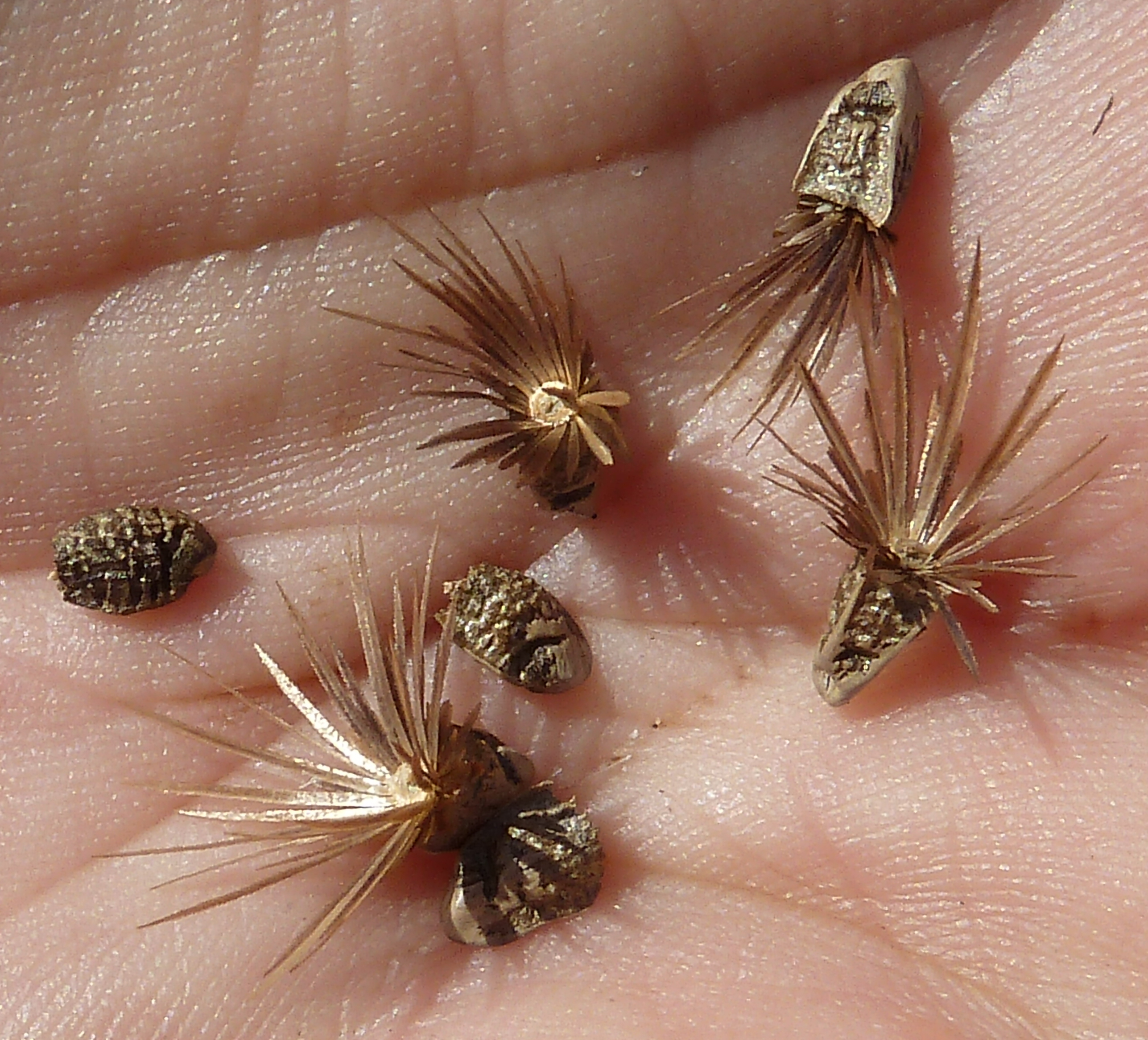
Frutos: Cipselas.

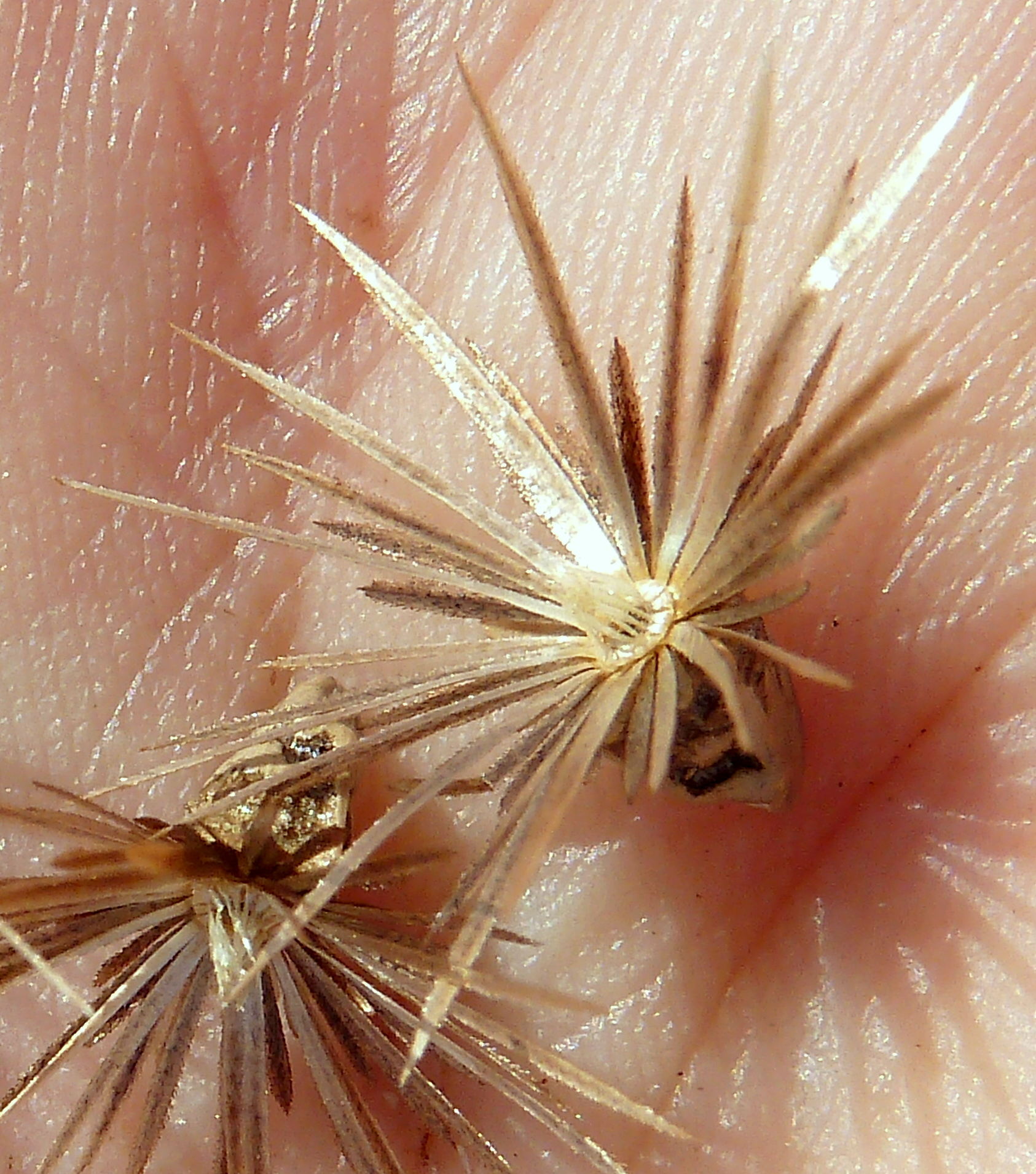
Cipsela, detalle del apex y del vilano.

## Descripción
Es una planta anual, de 10 a 60 cm de altura (y hasta el doble en suelos sub-nitrófilos); con tallos erectos, muy ramificados - sobre todo en sus partes media y superior, y cubiertos de un abundante tomento lanudo blanco (de ahí su nombre específico en Latín, lanatus), en particular durante la pre-antesis. Hojas ovales lanceoladas, glandulosa-viscosas, con lóbulos muy profundos, y terminadas en espina. Flores amarillas brillantes, en capítulos de unos 3cm de diámetro, agrupados en corimbo o bien solitarios. Brácteas  exteriores muy parecidas a las hojas superiores, pero más cortas y menos espinosas; las internas lanceoladas, escariosas, más o menos denticuladas y con puntas oscuras. El receptáculo es de forma cónica aguda, con cerdas acintadas blanquecinas. Los frutos son cipselas heteromorfas poligonales, cortas, cónico-ovaladas, de color pardo y con muecas irregulares; las interiores con un vilano de cerdas/escamas denticuladas, algo más largo que el cuerpo; y las exteriores sin las filas externas de escamas del vilano. Los dos tipos tienen el apex con una corona ondulada/denticulada, con una fila interna de pelos cortos ásperos en el centro. Su semilla es viable durante más de ocho años a la intemperie
En el Mediterráneo, florece desde principios de mayo hasta final del verano.
La subespecie creticus (=baeticus) tiene idénticas características, pero es arbustiva y podría alcanzar los 5 m.
En la identificación como plántula, para su control agronómico: tiene cotiledones verdes muy oscuros, orbiculares a ovales, crasos, con lámina de 8-14 mm por 8-11 mm; una nervadura central visible; pecíolo corto y dilatado en la base.

## Distribución y hábitat
Endémica de Europa, Siberia, la cuenca mediterránea, Irán, de 0 a  1.200 m s. n. m., y extendida por todo el mundo como maleza, fundamentalmente en regiones templadas de América y de Australia (legislada su restricción ya desde 1887 en todos sus distritos cerealeros)  ,  donde llegó a formar inmensas matas impenetrables salvo con machete. Se puede encontrar hasta a 2.000m de altitud, concretamente en la Najarra (Sierra de Guadarrama, España).

Habita áreas más o menos rocosas, arcenes/cunetas, lugares soleados, barbechos, etc.; muy resistente a sequías y bastante susceptible a heladas. 
Tendría potencial para transmitir sus características de resistencia a enfermedades criptogámicas a otras especies del género, pero las hace rendir menos aceite.[cita requerida]

## Taxones infraespecíficos aceptados
- Carthamus lanatus subsp.montanus (Pomel) Jahand. & Maire (sinónimos: Carthamus lanatus var. elegans Ball, Carthamus lanatus subsp. trachycarpus (Coss. & Durieu) Sostak., Carthamus montanus (Pomel) Murb., Kentrophyllum montanum Pomel).[3]

## Historia
Una especie bien conocida por antiguos botánicos como Teofrasto, Plinio, y Dioscórides; este último la menciona como antídoto para picaduras de escorpión.

## Taxonomía
Carthamus lanatus fue descrita por Carolus Linnaeus y publicado en Species Plantarum, vol. 2: 830, 1753.
Citología
El número de cromosomas es de 2n=44 (lo mismo para la subespecie creticus / baeticus)
Etimología
Carthamus; nombre genérico, latinizando del árabe «Kârtum», raíz semítica que significa «tinte», en alusión a sus cualidades.
lanatus: epíteto botánico que significa "lanudo" o porque erá usado en Egipto y otros países de la Edad Antigua por las mujeres para cardar la lana.
Sinonimia
- Anactis pilosa Raf.
- Atractylis fusus-agrestisGaertn.
- Atractylis lanata (L.) Scop.
- Atractylis lanata Scop.
- Atractylis leucocephala Moench
- Atractylis lutea Bubani
- Atractylis pilosa Moench
- Calcitrapa lanuginosa Steud.
- Carduncellus lanatus (L.) Moris
- Carduus attractylis Garsault
- Carduus lanatus (L.) Brot.
- Carthamus albus Desf.
- Carthamus elatus (Gasp.) Nyman
- Carthamus exsuccus Chaix
- Carthamus lanatus var. abyssinicus (A.Rich.) Sch.Bip. ex Schweinf.
- Carthamus lanatus var. algeriensis Batt.
- Carthamus lanatus var. divaricatus (Bég. & Vacc.) Pamp.
- Carthamus lanatus var. lanatus
- Carthamus lanatus var. longifolius Pamp.
- Carthamus lanatus subsp. lanatus L.
- Carthamus macedonicus Herzog
- Carthamus tauricus Bieb.
- Carthamus turbinatus (Guss.) Nyman
- Centaurea lanata (L.) Lam. & DC.
- Heteracantha lanata (L.) Hoffmanns. & Link
- Hohenwartha gymnogyna Vest
- Kentrophyllum baeticum Boiss. & Reut.
- Kentrophyllum elatum Gasp.
- Kentrophyllum lanatum (L.) DC. ex Duby
- Kentrophyllum lanatum (L.) DC.
- Kentrophyllum lanatum Duby
- Kentrophyllum lanatum var. abyssinicum A.Rich.
- Kentrophyllum lanatum var. gracillimum Cadevall
- Kentrophyllum lanatum var. lanatum
- Kentrophyllum lanatum subsp. lanatum
- Kentrophyllum luteum Cass.
- Kentrophyllum tauricum (M. Bieb) Meyer
- Kentrophyllum turbinatum Gasp. ex Guss.
- Onobroma lanatum (L.) Bluff & Fingerh.
- Phonus lanatus (L.) Hill[9][10][11]

## Nombres comunes
- Castellano: abriojos, alazor, alazor montesino, arzoya, azafrán bravo, azafrán rumí-silvestre, azota Cristos, azotacristos (10), cardo (2), cardo borriquero, cardo cabrero (6), cardo chico, cardo de Cristo, cardo de la uva, cardo de uva, cardo espinoso, cardo heredero, cardo hueso, cardo matutero, cardo santo (2), cardo yesquero, cardo zambombero (6), cardo-huso, cardohuso (2), cardones (2), cartamo agreste, primero, cartamo husero, cartamo salvaje, cartamo silvestre, cártamo, cártamo silvestre (2), espina de Cristo (2), espinas del señor, espinita del señor, espino (3), espino de Cristo, pincho cambrón, pincho de la uva, sangre de Cristo. Las cifras entre paréntesis indican la frecuencia de uso del vocable en España.[12]